# 3889 Menshikov
3889 Menshikov је астероид главног астероидног појаса чија средња удаљеност од Сунца износи 2,676 астрономских јединица (АЈ).
Апсолутна магнитуда астероида је 12,8.